# Leão de Ouro
Leão de Ouro (em italiano: Leone d'Oro) é o galardão máximo concedido pelo júri do Festival Internacional de Cinema de Veneza (Mostra Internazionale d'Arte Cinematografica), um festival internacional de cinema que é realizado anualmente em Veneza, Itália, desde 1932. O prêmio foi introduzido em 1949 pelo comitê organizador e agora é considerado como um dos prêmios mais ilustres da indústria cinematográfica. Em 1970, um segundo Leão de Ouro foi introduzido, este é um prêmio honorário para as pessoas que fizeram uma contribuição importante para o cinema.
O prêmio é uma representação do Leão de São Marcos — o leão alado que aparecia na bandeira da República de Veneza. Anteriormente, o prêmio equivalente foi o Grande Prêmio Internacional de Veneza, concedido entre 1946 e 1948. Antes disso, de 1934 a 1942, os prêmios mais importantes foram a Coppa Mussolini para Melhor Filme Italiano e Melhor Filme Estrangeiro.
Nenhum Leão de Ouro foi concedido entre 1969 e 1979. De acordo com o site oficial da Bienal, este hiato foi um resultado do Leão de 1968 sendo concedido ao radicalmente experimental Die Artisten in der Zirkuskuppel: Ratlos. O site diz que os prêmios "ainda tinha um estatuto que remonta à era fascista e não poderia escamotear o clima político geral. Sessenta e oito produziu uma fratura dramática com o passado."

## Vencedores
Quatorze filmes franceses foram premiados com o Leão de Ouro, mais do que qualquer outra nação. No entanto, existe uma grande diversidade geográfica nos vencedores. Cinco cineastas americanos ganharam o Leão de Ouro, com prêmios para John Cassavetes e Robert Altman (ambas as vezes os prêmios foram compartilhados com outros vencedores que empataram), bem como Ang Lee (Brokeback Mountain foi o primeiro filme vencedor isolado dos EUA) Darren Aronofsky e Sofia Coppola.
Embora antes de 1980, apenas 3 dos 21 vencedores fossem de origem não europeia, desde os anos 1980, o Leão de Ouro foi apresentado a um número de cineastas asiáticos, particularmente em comparação com o prêmio principal do Festival de Cinema de Cannes, a Palma de Ouro (Palme d'Or), que só foi concedido a cinco cineastas asiáticos desde 1980. O Leão de Ouro, em contrapartida, foi concedido a dez asiáticos durante o mesmo período de tempo, com dois destes cineastas ganhar duas vezes. Ang Lee ganhou o Leão de Ouro duas vezes em três anos durante a década de 2000, uma vez para um filme americano e uma vez para um filme em língua chinesa. Zhang Yimou também venceu duas vezes. Outros asiáticos que ganharam o Leão de Ouro desde 1980 incluem Jia Zhangke, Hou Hsiao-Hsien, Tsai Ming-liang, Trần Anh Hùng, Takeshi Kitano, Kim Ki-duk, Jafar Panahi, Mira Nair e Lav Diaz. Os cineastas russos também ganharam o Leão de Ouro várias vezes, inclusive desde o fim da URSS.
Ainda assim, até o momento, 33 dos 54 vencedores foram homens europeus (incluindo vencedores soviéticos/russos). Desde 1949, apenas cinco mulheres ganharam o Leão de Ouro: Mira Nair, Sofia Coppola, a alemã Margarethe von Trotta, a belga Agnès Varda e Audrey Diwan. Em comparação com os outros grandes festivais da Europa Ocidental, o Urso de Ouro da Berlinale também foi concedido a quatro mulheres. Na história de Cannes apenas uma cineasta foi condecorada com a Palma de Ouro.
| Ano       | Título original                                    | Título em Portugal                                | Título no Brasil                                        | Diretor                | Nacionalidade                        |
| --------- | -------------------------------------------------- | ------------------------------------------------- | ------------------------------------------------------- | ---------------------- | ------------------------------------ |
| 1946      | The Southerner                                     | Semente de Ódio                                   | Amor à Terra                                            | Jean Renoir            | Estados Unidos                       |
| 1947      | Siréna                                             |                                                   |                                                         | Karel Steklý           | Chéquia                              |
| 1948      | Hamlet                                             | Hamlet                                            | Hamlet                                                  | Laurence Olivier       | Reino Unido                          |
| 1949      | Manon                                              |                                                   | Anjo Perverso                                           | Henri-Georges Clouzot  | França                               |
| 1950      | Justice est faite                                  | Fez-se Justiça                                    | O Direito de Matar                                      | André Cayatte          | França                               |
| 1951      | Rashōmon                                           | Rashomon - Às Portas do Inferno                   | Rashomon                                                | Akira Kurosawa         | Japão                                |
| 1952      | Jeux interdits                                     | Brincadeiras Proibidas                            | Brinquedo Proibido                                      | René Clément           | França                               |
| 1953      | Não houve premiação                                | Não houve premiação                               | Não houve premiação                                     | Não houve premiação    | Não houve premiação                  |
| 1954      | Romeo and Juliet                                   | Romeu e Julieta                                   | Romeu e Julieta                                         | Renato Castellani      | Itália                               |
| 1955      | Ordet                                              | A Palavra                                         | A Palavra                                               | Carl Theodor Dreyer    | Dinamarca                            |
| 1956      | Não houve premiação                                | Não houve premiação                               | Não houve premiação                                     | Não houve premiação    | Não houve premiação                  |
| 1957      | Aparajito                                          | O Invencível                                      | O Invencível                                            | Satyajit Ray           | Índia                                |
| 1958      | Muhomatsu no issho                                 |                                                   | O Homem do Riquixá                                      | Hiroshi Inagaki        | Japão                                |
| 1959      | Il generale della Rovere                           | O General Della Rovera                            | De Crápula a Herói                                      | Roberto Rosselini      | Itália                               |
| 1959      | La grande guerra                                   |                                                   | A Grande Guerra                                         | Mario Monicelli        | Itália                               |
| 1960      | Le passage du Rhin                                 |                                                   | A Passagem do Reno                                      | André Cayatte          | França                               |
| 1961      | L'année dernière à Marienbad                       | O Último Ano em Marienbad                         | O Ano Passado em Marienbad                              | Alain Resnais          | França                               |
| 1962      | Cronaca familiare                                  |                                                   | Dois Destinos                                           | Valerio Zurlini        | Itália                               |
| 1962      | Ivanovo Detstvo                                    | A Infância de Ivan                                | A Infância de Ivan                                      | Andrei Tarkovsky       | União Soviética                      |
| 1963      | Le mani sulla città                                |                                                   | As Mãos Sobre a Cidade                                  | Francesco Rosi         | Itália                               |
| 1964      | Il deserto rosso                                   | Deserto Vermelho                                  | Deserto Rosso - O Dilema de uma Vida                    | Michelangelo Antonioni | Itália                               |
| 1965      | Vaghe stelle dell'Orsa...                          | Sandra                                            | Vagas Estrelas da Ursa                                  | Luchino Visconti       | Itália                               |
| 1966      | La battaglia di Algeri                             | A Batalha de Argel                                | A Batalha de Argel                                      | Gillo Pontecorvo       | Itália/ Argélia                      |
| 1967      | Belle de jour                                      | A Bela de Dia                                     | A Bela da Tarde                                         | Luis Buñuel            | Espanha                              |
| 1968      | Die Artisten in der Zirkuskuppel: Ratlos           |                                                   | Os Artistas sob a Cúpula do Circo                       | Alexander Kluge        | Alemanha Ocidental                   |
| 1969-1979 | Não houve premiação                                | Não houve premiação                               | Não houve premiação                                     | Não houve premiação    | Não houve premiação                  |
| 1980      | Atlantic City                                      | Atlantic City                                     | Atlantic City                                           | Louis Malle            | França                               |
| 1980      | Gloria                                             | Gloria                                            | Glória                                                  | John Cassavetes        | Estados Unidos                       |
| 1981      | Die bleierne Zeit                                  | Os Anos de Chumbo                                 | Os Anos de Chumbo                                       | Margarethe von Trotta  | Alemanha Ocidental                   |
| 1982      | Der Stand der Dinge                                | O Estado das Coisas                               | O Estado das Coisas                                     | Wim Wenders            | Alemanha Ocidental                   |
| 1983      | Prénom Carmen                                      | Nome Carmen                                       | Carmen de Godard                                        | Jean-Luc Godard        | França                               |
| 1984      | Rok spokojnego slonca                              |                                                   |                                                         | Krzysztof Zanussi      | Polónia                              |
| 1985      | Sans toit ni loi                                   | Sem Eira nem Beira                                | Os Renegados                                            | Agnès Varda            | Bélgica                              |
| 1986      | Le rayon vert                                      | O Raio Verde                                      | O Raio Verde                                            | Eric Rohmer            | França                               |
| 1987      | Au revoir les enfants                              | Adeus, Rapazes                                    | Adeus, Meninos                                          | Louis Malle            | França                               |
| 1988      | La leggenda del santo bevitore                     | A Lenda do Santo Bebedor                          | A Lenda do Santo Beberrão                               | Ermanno Olmi           | Itália                               |
| 1989      | Bei qing cheng shi                                 | A City of Sadness - A Cidade da Dor               | A Cidade do Desencanto                                  | Hou Hsiao-Hsien        | Taiwan                               |
| 1990      | Rosencrantz & Guildenstern Are Dead                | Rosencrantz & Guildenstern - Eles Morreram        | Rosencrantz & Guildenstern Estão Mortos                 | Tom Stoppard           | Chéquia                              |
| 1991      | Urga                                               | Urga - Espaço Sem Fim                             | Urga - Uma Paixão no Fim do Mundo                       | Nikita Mikhalhov       | União Soviética                      |
| 1992      | Qiu Ju da guan si                                  |                                                   |                                                         | Zhang Yimou            | China                                |
| 1993      | Short Cuts                                         | Short Cuts - Os Americanos                        | Short Cuts - Cenas da Vida                              | Robert Altman          | Estados Unidos                       |
| 1993      | Trois couleurs: Bleu                               | Três Cores - Azul                                 | A Liberdade É Azul                                      | Krzysztof Kieslowski   | França/ Polónia                      |
| 1994      | Pred dozhdot                                       |                                                   | Antes da Chuva                                          | Milcho Manchevski      | Macedônia do Norte                   |
| 1994      | Ai qing wan sui                                    |                                                   |                                                         | Tsai Ming-Liang        | Malásia                              |
| 1995      | Xich lo                                            | Cyclo                                             | Entre a Inocência E o Crime                             | Anh Hung Tran          | Vietname                             |
| 1996      | Michael Collins                                    | Michael Collins                                   | Michael Collins - O Preço da Liberdade                  | Neil Jordan            | Irlanda                              |
| 1997      | Hana-bi                                            | Hana-bi - Fogo de Artifício                       | Hana-Bi - Fogos de Artifício                            | Takeshi Kitano         | Japão                                |
| 1998      | Così ridevano                                      |                                                   | Assim É que se Ria                                      | Gianni Amelio          | Itália                               |
| 1999      | Yi ge dou bu neng shao                             | Nenhum a Menos                                    | Nenhum a Menos                                          | Zhang Yimou            | China                                |
| 2000      | Dayereh                                            | O Círculo                                         | O Círculo                                               | Jafar Panahi           | Irão                                 |
| 2001      | Monsoon Wedding                                    | Casamento Debaixo de Chuva                        | Um Casamento à Indiana                                  | Mira Nair              | Índia                                |
| 2002      | The Magdalene Sisters                              | As Irmãs de Maria Madalena                        | Em Nome de Deus                                         | Peter Mullan           | Reino Unido                          |
| 2003      | Vozvrashcheniye                                    | O Regresso                                        | O Retorno                                               | Andrei Zvyagintsev     | Rússia                               |
| 2004      | Vera Drake                                         | Vera Drake                                        | O Segredo de Vera Drake                                 | Mike Leigh             | Reino Unido                          |
| 2005      | Brokeback Mountain                                 | O Segredo de Brokeback Mountain                   | O Segredo de Brokeback Mountain                         | Ang Lee                | Taiwan/ Estados Unidos               |
| 2006      | Sanxia haoren                                      | Still Life - Natureza Morta                       | Em Busca da Vida                                        | Jia Zhangke            | China/ Hong Kong                     |
| 2007      | Se, jie                                            | Sedução, Conspiração                              | Desejo e Perigo                                         | Ang Lee                | Estados Unidos/ Taiwan               |
| 2008      | The Wrestler                                       | O Wrestler                                        | O Lutador                                               | Darren Aronofsky       | Estados Unidos                       |
| 2009      | Lebanon                                            | Líbano                                            | Líbano                                                  | Samuel Maoz            | Israel                               |
| 2010      | Somewhere                                          | Somewhere - Algures                               | Um Lugar Qualquer                                       | Sofia Coppola          | Estados Unidos                       |
| 2011      | Faust                                              | Fausto                                            | Fausto                                                  | Alexandr Sokurov       | Rússia                               |
| 2012      | Pieta                                              | Pietá                                             | Pietá                                                   | Kim Ki-Duk             | Coreia do Sul                        |
| 2013      | Sacro GRA                                          | Sacro GRA                                         | Sacro GRA                                               | Gianfranco Rosi        | Itália                               |
| 2014      | En duva satt på en gren och funderade på tillvaron | Um Pombo Pousou Num Ramo a Refletir na Existência | Um Pombo Pousou num Galho Refletindo sobre a Existência | Roy Andersson          | Suécia                               |
| 2015      | Desde allá                                         | À Distância                                       | De Longe Te Observo                                     | Lorenzo Vigas          | Venezuela                            |
| 2016      | Ang babaeng humayo                                 |                                                   | A Mulher Que se Foi                                     | Lav Diaz               | Filipinas                            |
| 2017      | The Shape of Water                                 | A Forma da Água                                   | A Forma da Água                                         | Guillermo del Toro     | Estados Unidos                       |
| 2018      | Roma                                               | Roma                                              | Roma                                                    | Alfonso Cuarón         | México                               |
| 2019      | Joker                                              | Joker                                             | Coringa                                                 | Todd Phillips          | Estados Unidos                       |
| 2020      | Nomadland                                          | Nomadland - Sobreviver na América                 | Nomadland                                               | Chloé Zhao             | Estados Unidos                       |
| 2021      | L'Événement                                        | O Acontecimento                                   | O Acontecimento                                         | Audrey Diwan           | França                               |
| 2022      | All the Beauty and the Bloodshed                   | Toda a Beleza e a Carnificina                     |                                                         | Nan Goldin             | Estados Unidos                       |
| 2023      | Poor Things                                        | Pobres Criaturas                                  | Pobres Criaturas                                        | Yorgos Lanthimos       | Irlanda/ Estados Unidos/ Reino Unido |
| 2024      | The Room Next Door                                 |                                                   | O Quarto ao Lado                                        | Pedro Almodóvar        | Espanha                              |

## Prêmio de Honra - Leão de Ouro
| Ano  | Vencedor(es) |
| ---- | --- |
| 1970 | Orson Welles |
| 1971 | Ingmar Bergman, Marcel Carné, Charles Aznavour e John Ford |
| 1972 | Charles Chaplin, Anatoly Golovnya e Billy Wilder |
| 1982 | Alessandro Blasetti, Luis Buñuel, Frank Capra, George Cukor, Jean-Luc Godard, Sergei Yutkevich, Alexander Kluge, Akira Kurosawa, Michael Powell, Satyajit Ray, King Vidor e Cesare Zavattini |
| 1983 | Michelangelo Antonioni |
| 1985 | Manoel de Oliveira, John Huston e Federico Fellini |
| 1986 | Paolo Taviani e Vittorio Taviani |
| 1987 | Luigi Comencini e Joseph L. Mankiewicz |
| 1988 | Joris Ivens |
| 1989 | Robert Bresson |
| 1990 | Marcello Mastroianni e Miklos Jancso |
| 1991 | Mario Monicelli e Gian Maria Volonté |
| 1992 | Jeanne Moreau, Francis Ford Coppola e Paolo Villaggio |
| 1993 | Steven Spielberg, Robert De Niro, Roman Polanski e Claudia Cardinale |
| 1994 | Al Pacino, Suso Cecchi d'Amico e Ken Loach |
| 1995 | Woody Allen, Monica Vitti, Martin Scorsese, Alberto Sordi, Ennio Morricone, Giuseppe de Santis, Goffredo Lombardo e Alain Resnais                                                            |
| 1996 | Robert Altman, Vittorio Gassman, Dustin Hoffman e Michèle Morgan |
| 1997 | Gerard Depardieu, Stanley Kubrick e Alida Valli |
| 1998 | Warren Beatty, Sophia Loren e Andrzej Wajda |
| 1999 | Jerry Lewis |
| 2000 | Clint Eastwood e Éric Rohmer |
| 2002 | Dino Risi |
| 2003 | Dino De Laurentiis e Omar Sharif |
| 2004 | Stanley Donen e Manoel de Oliveira |
| 2005 | Hayao Miyazaki e Stefania Sandrelli |
| 2006 | David Lynch |
| 2007 | Tim Burton |
| 2008 | Ermanno Olmi |
| 2009 | John Lasseter, Brad Bird, Pete Docter, Andrew Stanton e Lee Unkrich |
| 2010 | John Woo |
| 2011 | Marco Bellocchio |
| 2012 | Francesco Rosi |
| 2013 | William Friedkin |
| 2014 | Thelma Schoonmaker e Frederick Wiseman |
| 2015 | Bertrand Tavernier |
| 2016 | Jean-Paul Belmondo e Jerzy Skolimowski |
| 2017 | Jane Fonda e Robert Redford |
| 2018 | David Cronenberg e Vanessa Redgrave |
| 2019 | Julie Andrews e Pedro Almodóvar |
| 2020 | Ann Hui e Tilda Swinton |
| 2021 | Roberto Benigni e Jamie Lee Curtis |
| 2022 | Catherine Deneuve e Paul Schrader |
| 2023 | Liliana Cavani e Tony Leung Chiu-wai |